# Луча Лібре

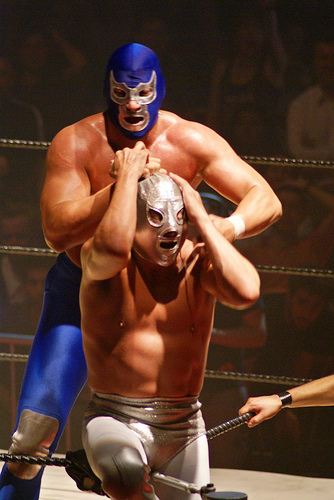
Двоє потомствених лучадорів: Блакитний Демон-молодший намагається зірвати маску з Сину Ель-Санто

Луча лібре (ісп. lucha libre букв. пер. «Вільна боротьба») — мексиканський національний стиль професійної боротьби. Хоча сьогодні цей термін відноситься виключно до реслінгу, спочатку він означав вільну боротьбу як вид спорту: у вільній боротьбі, на відміну від греко-римської, дозволені захоплення ніг супротивника, підсічки і активне використання ніг при виконанні будь-якого прийому.
Мексиканська боротьба відрізняється емоційною складовою, барвистими масками, швидкими послідовностями захоплень і прийомів, а також повітряними атаками (тобто, прийомами в стрибку). Носіння масок набуло особливого значення. Іноді на кону матчів варто маска суперника: з того, хто програв можуть зняти маску і показати глядачам особа, що є найстрашнішим фіаско. В луча лібре популярні командні бої, особливо матчі з командами з трьох осіб, які називаються «тріо». Борці луча лібре називаються «лучадорами» (од. ч. luchador, мн. ч. luchadores).

## Специфіка

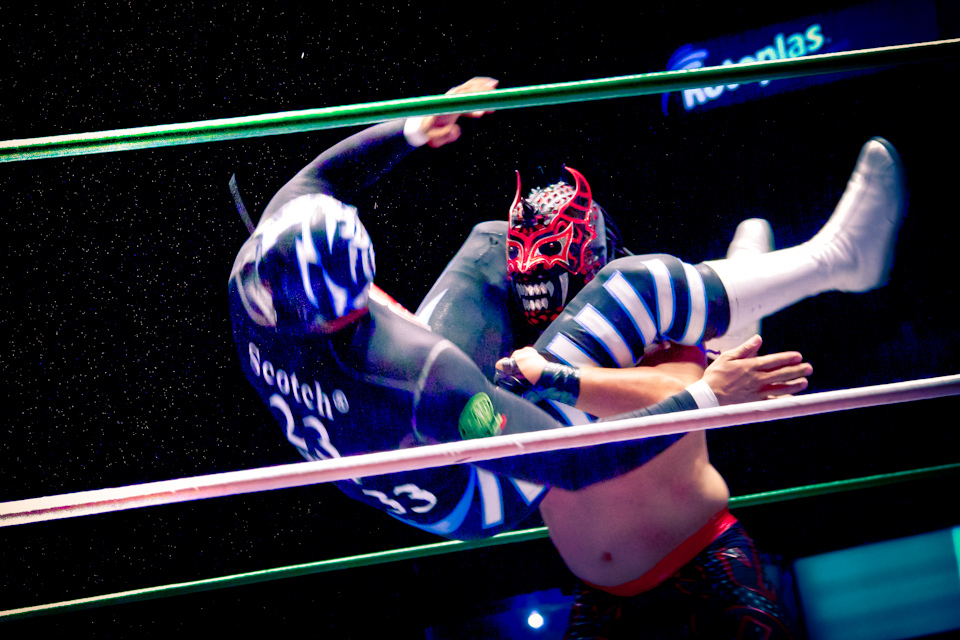
Драматичний момент: Картинний лиходій намагається «добити» героя.

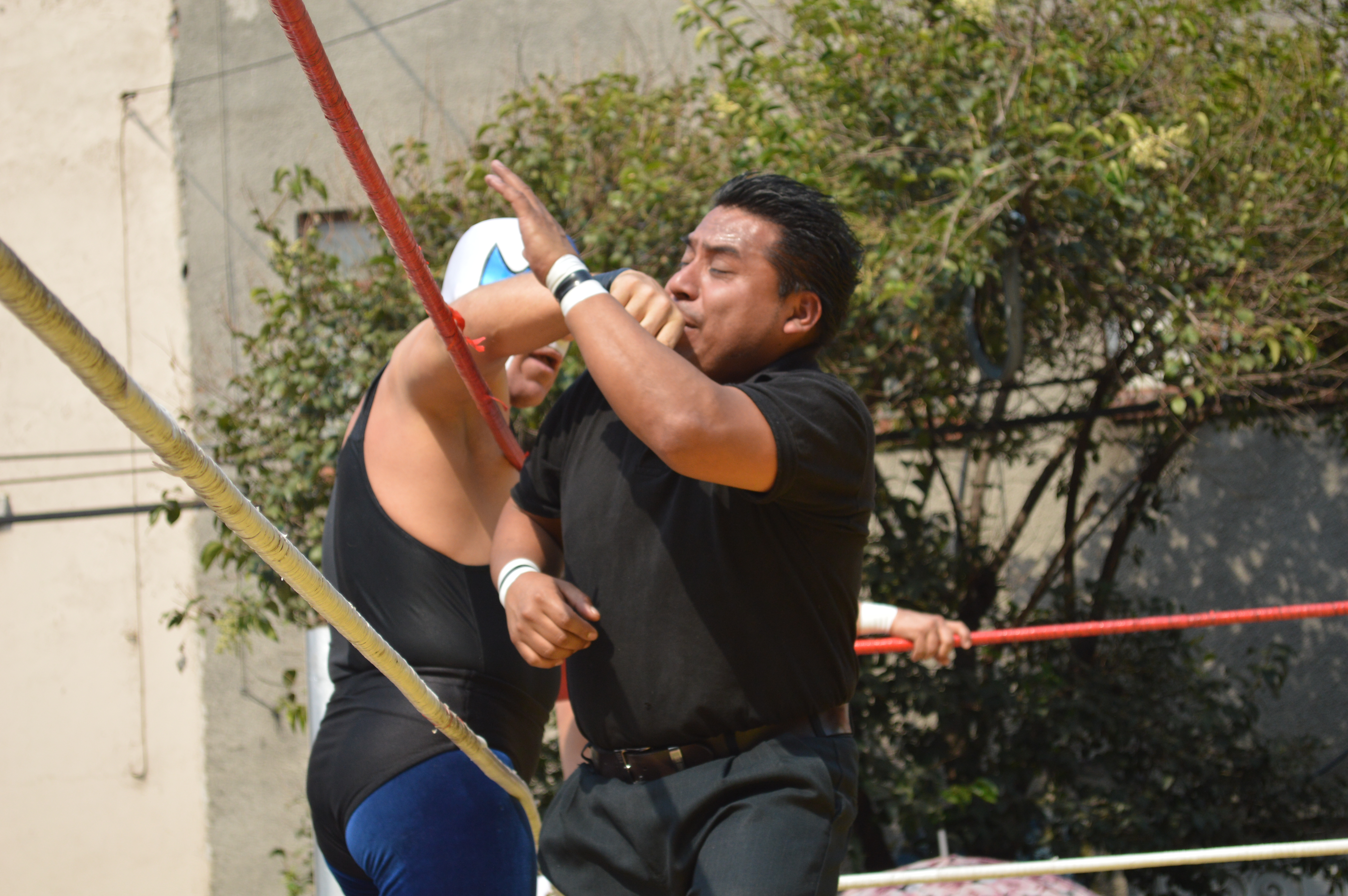
Рефері є активними учасниками матчів, піддаючись «атакам» лиходіїв.

Лібре — не просто місцевий різновид реслинга, а елемент мексиканської національної культури. Якщо в європейських різновидах боротьби існує тільки борець в червоному трико і борець в синьому трико, і ніякої філософської підоснови і глибинної емоційного навантаження в їх поєдинку немає, право носіння червоного трико за більш титулованим спортсменом з вищою позицією в міжнародному рейтингу і не більше того, то в мексиканській луча лібре обов'язково присутні мотиви віковічної боротьби добра зі злом, один з лучадорів (в минулі часи, як правило, всю свою кар'єру, а то і все життя), виступає в образі захисника добра, в той час як його суперник виступає в ролі лиходія, який за легендою змагань створив якесь злодіяння і повинен бути переможений, щоб восторжествувала справедливість. Таким чином, у будь-якого протистояння існує підгрунтя і велика передісторія, що формують інтригу будь-якого поєдинку. У зв'язку з цим, в луча лібре багато гри «на публіку», гучних реплік, звернених нібито до суперника, але насправді — до аудиторії, і кожен лучадор поєднує в собі навички борця з навичками театральної майстерності. На сленгу луча лібре «хороших хлопців» називають «текніко» (од. ч. Técnico, мн. ч. Técnicos), лиходіїв відповідно звуть «рудо», (од. ч. Rudo, мн. ч. Rudos).

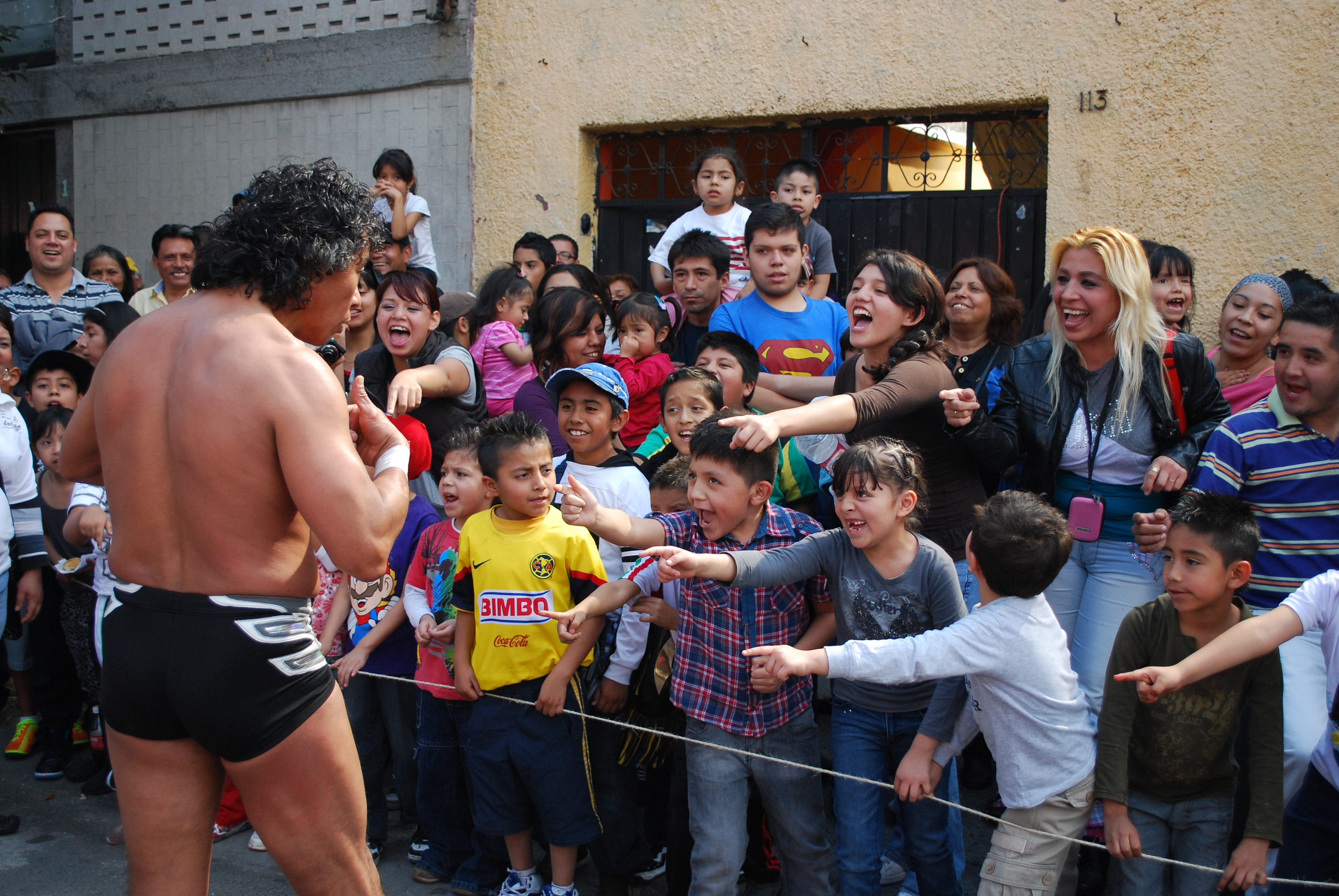
Важливим аспектом луча лібре є взаємодія з глядацькою аудиторією для відчуття глядачами, особливо з числа дітей, своєї причетності з тим, що відбувається. Глядачі кричать: «Обернись! У тебе за спиною!», Намагаючись попередити героя про те, що ззаду до нього підкрадається лиходій.

«Лиходієві» дозволено вдаватися до різного роду хитрощів і «брудним» прийомам, його технічний арсенал не обмежений (за визначенням, оскільки він свідомо «злодій»), в той час як «герою» належить боротися чесно і з гідністю. Якщо «лиходія» не вдалося перемогти з першого разу — тим краще, це означає що будуть друга і третя сутичка, щоб відновити справедливість. Це значно відрізняє луча лібре від американського реслинга, де обидва суперники можуть виступати в ролі антигероїв, покидьків суспільства, і не дотримуватися по відношенню один до одного будь-якого особливого кодексу честі. З огляду на моральної складової, матчі луча лібре не пред'являють вікових обмежень до глядацької аудиторії.
Іноді в житті лучадора може бути кілька стадій кар'єри, коли він спочатку грає негідника, а потім переходить на сторону добра, або навпаки, героя впав в анафему. Особливо це стало актуально на сучасному етапі, коли амплуа лучадора залежить від рішення регулюючої організації (ліги), під керівництвом якої він виступає, оскільки в США, де виступає чимало лучадоров, такі моральні аспекти мало кого цікавлять і розподіл ролей залежить від рішення великих ділків шоу-бізнесу.
Оскільки на зорі свого становлення, луча лібре, як і боротьба повсюдно в католицьких країнах, вважалася надзвичайно гріховної діяльністю, борців могли відлучити від церкви, заборонити входити в храм або відмовитися причащати, — в зв'язку з цим, практично всі лучадори стали носити маски. Але якщо в інших країнах, у міру пом'якшення церковних законів, ця традиція поступово відмерла, то в Мексиці вона збереглася до наших днів.
Маски лучадорів відрізняються від будь-яких інших борцівських масок, особливо від монотонних європейських (які представляли собою або пов'язки на очі, або карнавальні маски з мереживами, теж на очі, як правило чорного або червоного кольору), своїми розмірами і забарвленням. Лучадорська маска є не лицьовій маскою, а головним убором, більше схожа на балаклаву або підшоломник і являє собою тканинний або шкіряний облягаючий головний убір на всю голову до шиї, нерідко розфарбований в химерні кольори і не повторюється у кожного лучадора. У деяких лучадорів, які виступають в амплуа «поборників добра», на масці зображені фігури у формі християнського хреста (як у Рея Містеріо) і тому подібних символів, у «лиходіїв» відповідно з маски можуть стирчати невеликі ріжки.

## Династії

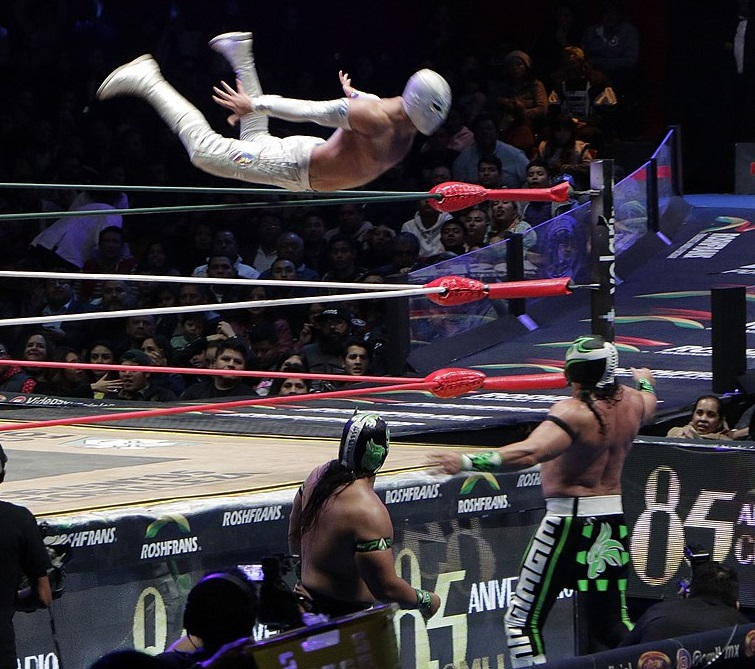
Повітряна атака.

Часто луча лібре — сімейне заняття: члени борцівських династій формують угруповання, наприклад «Лос Геррерос» (відомий представник — Едді Герреро), учасники якої виступали в багатьох найбільших реслінг-компаніях по всьому світу. Діти лучадоров, які виступали в образі захисників добра, успадковують від батьків образ героїв, в той час як діти лучадоров, які виступали в образі лиходіїв, точно так же успадковують цей образ.

## Лучадори за кордоном

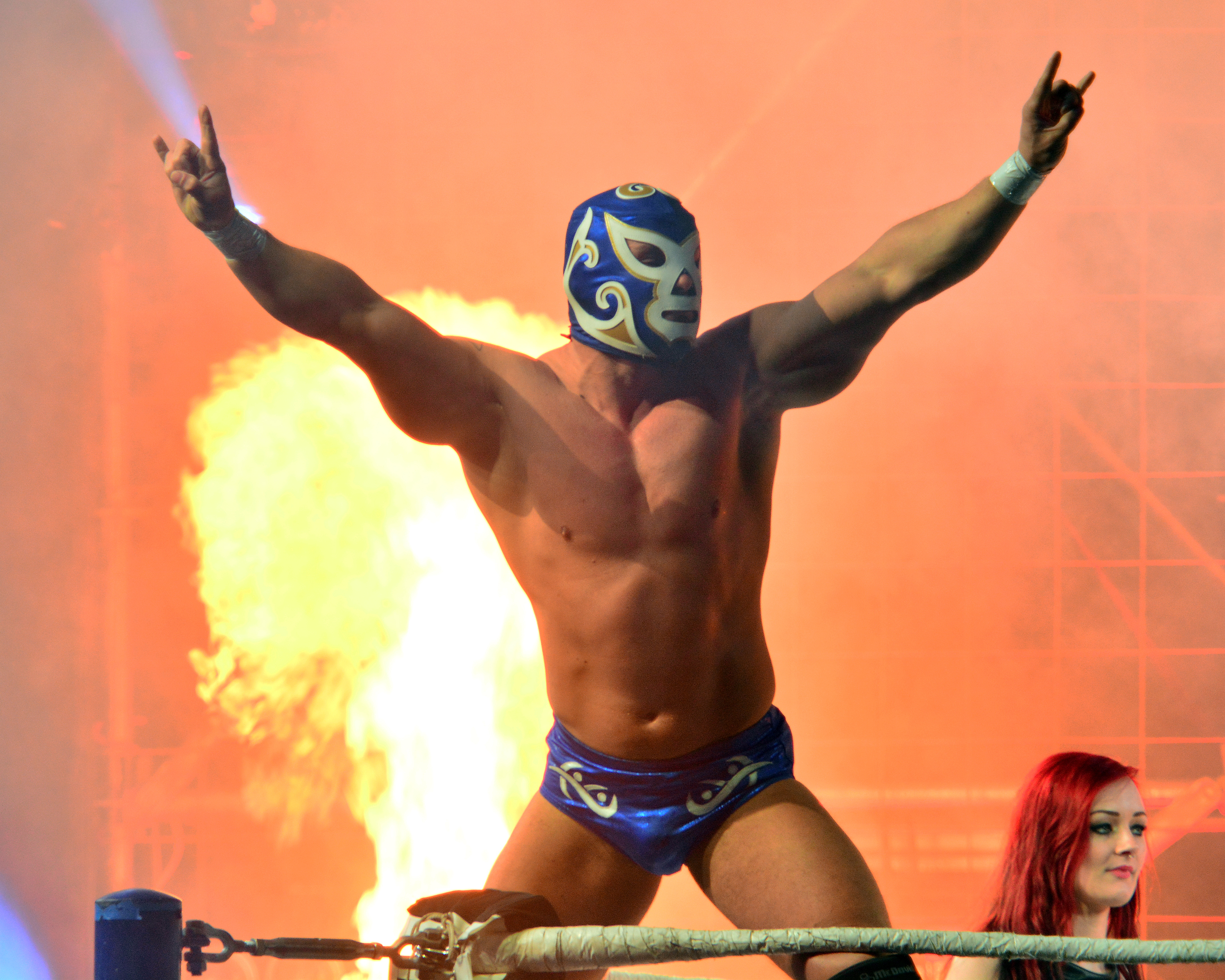
Маски лучадорів використовуються тепер повсюдно.

В останні роки в Сполучених Штатах домоглися успіху безліч відомих лучадоров: Едді Герреро, Чаво Герреро, Рей Містеріо, Хувентуд Геррера, Ла Парка, Супер Крейзі, Альберто Дель Ріо, Психоз і Сін Кара.
Lucha Underground — американський рестлінг-промоушн виробництва United Artists Media Group, присвячений луча лібре. Щотижневі шоу транслювалися на англійській мові на каналі El Rey Network і іспанською мовою на каналі UniMás. У них брали участь незалежні американські реслери і реслери з Asistencia Asesoría y Administración (AAA), однієї з найбільших рестлінг-компаній Мексики. AAA також володіє часткою в Lucha Underground. На даний момент знято три сезони Lucha Underground. 1 лютого 2017 року Lucha Underground підписали контракт з Netflix, де доступні перші два сезони.
Реслери інших країн стали копіювати мексиканський стиль і теж нерідко виступають в масках.

## У суспільному житті

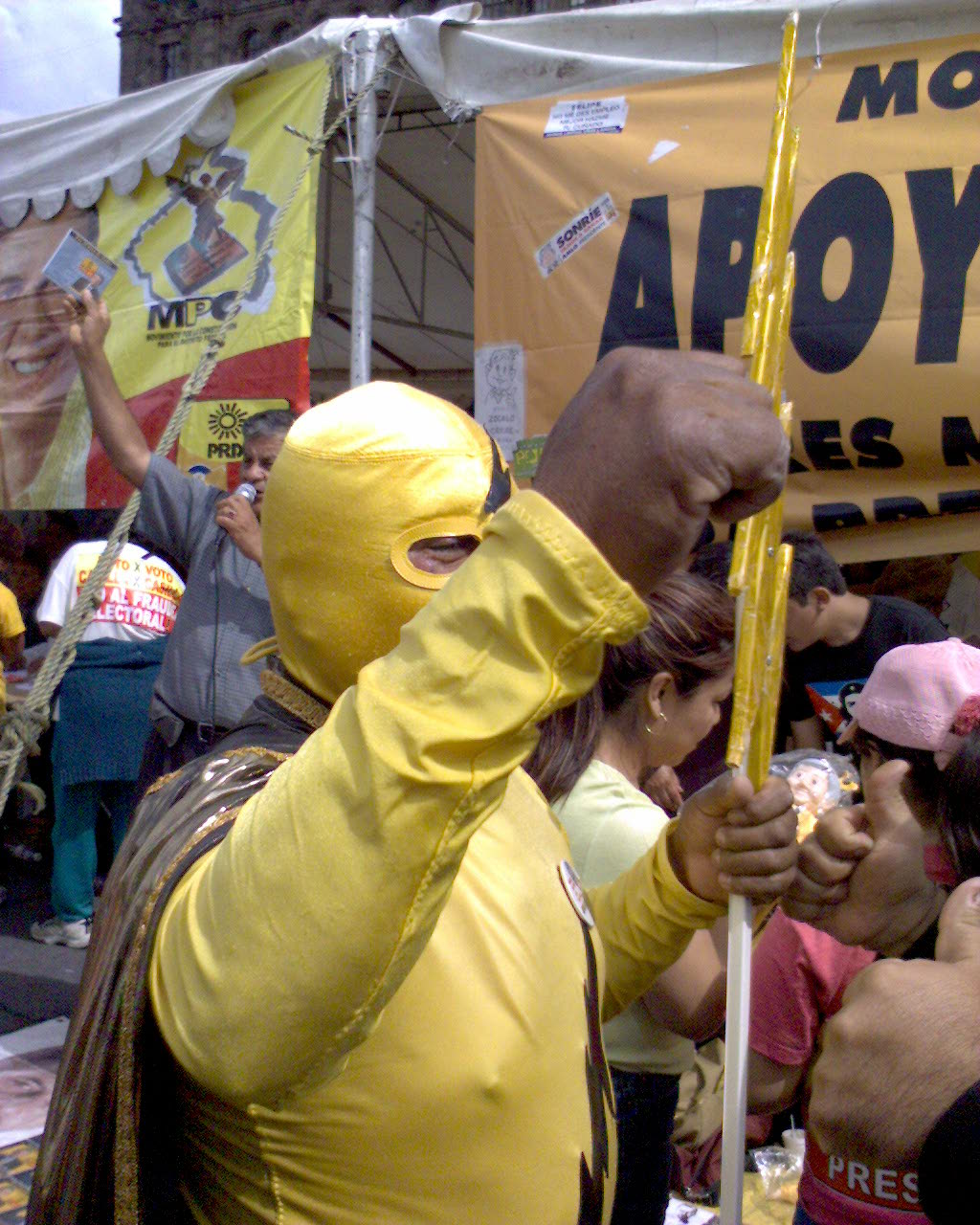
Образ лучадора, як захисника пригноблених, експлуатується під час різноманітних суспільно-політичних заходів.

### Образотворче мистецтво

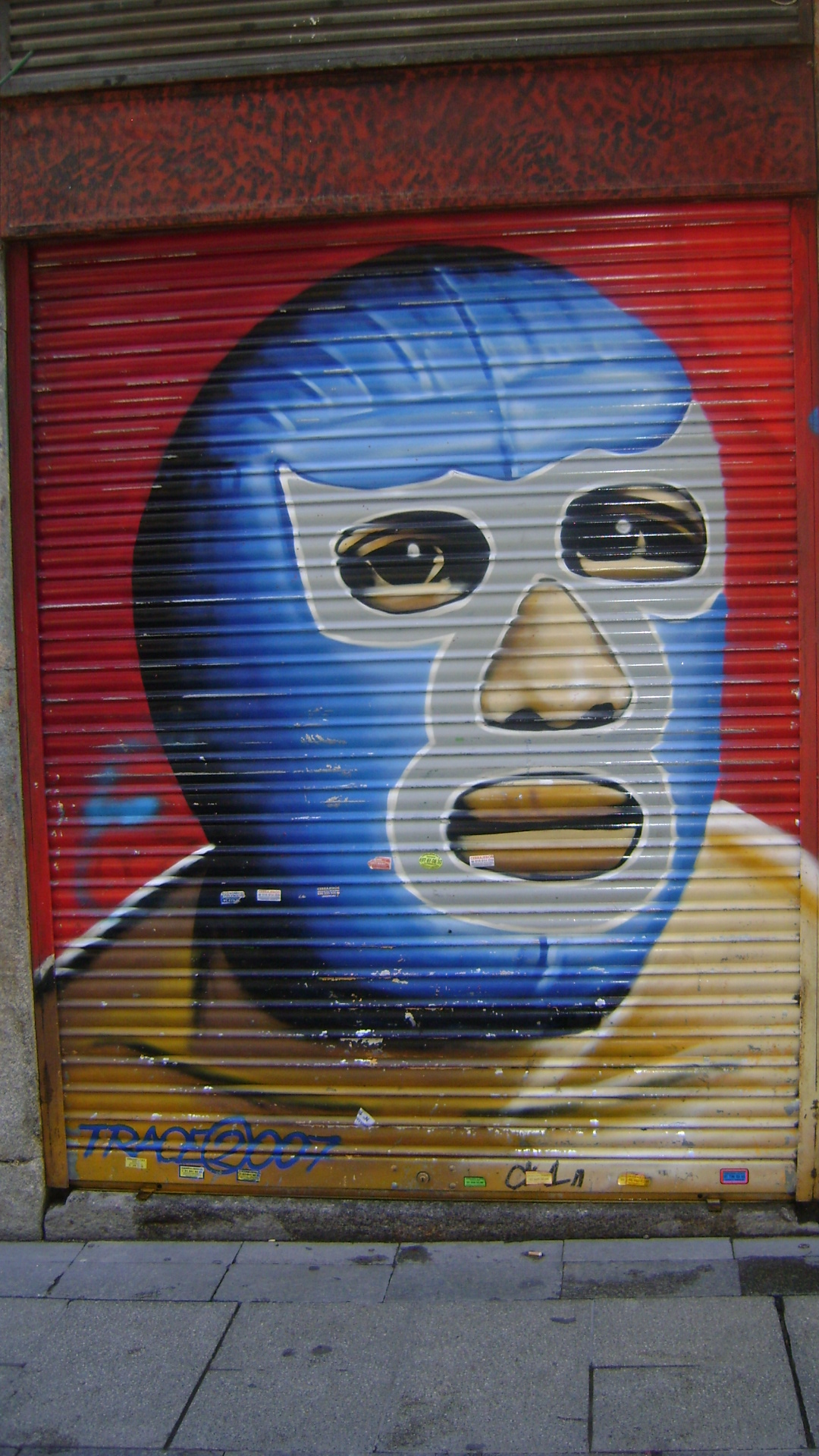
Портрет Блакитного Демона в стилі графіті

## У мистецтві

### Кінематограф
Фільм «Суперначо» і мультсеріал ¡Mucha Lucha! присвячені саме цьому явищу.
Завдяки Ель-Санто виник цілий піджанр кіно, за участю знаменитих лучадорів. У фільмах лучадори виступають під своїми борцівськими псевдонімами і грають самих себе.